# Гиззатуллин, Рустам Ханифович
Рустам Ханифович Гиззатуллин (баш. Ғиззәтуллин Рөстәм Хәниф улы; род. 16 сентября 1974, Новосепяшево, Башкирская АССР) — российский певец, композитор, продюсер, заслуженный артист Республики Башкортостан (2016), народный артист Республики Башкортостан (2021).

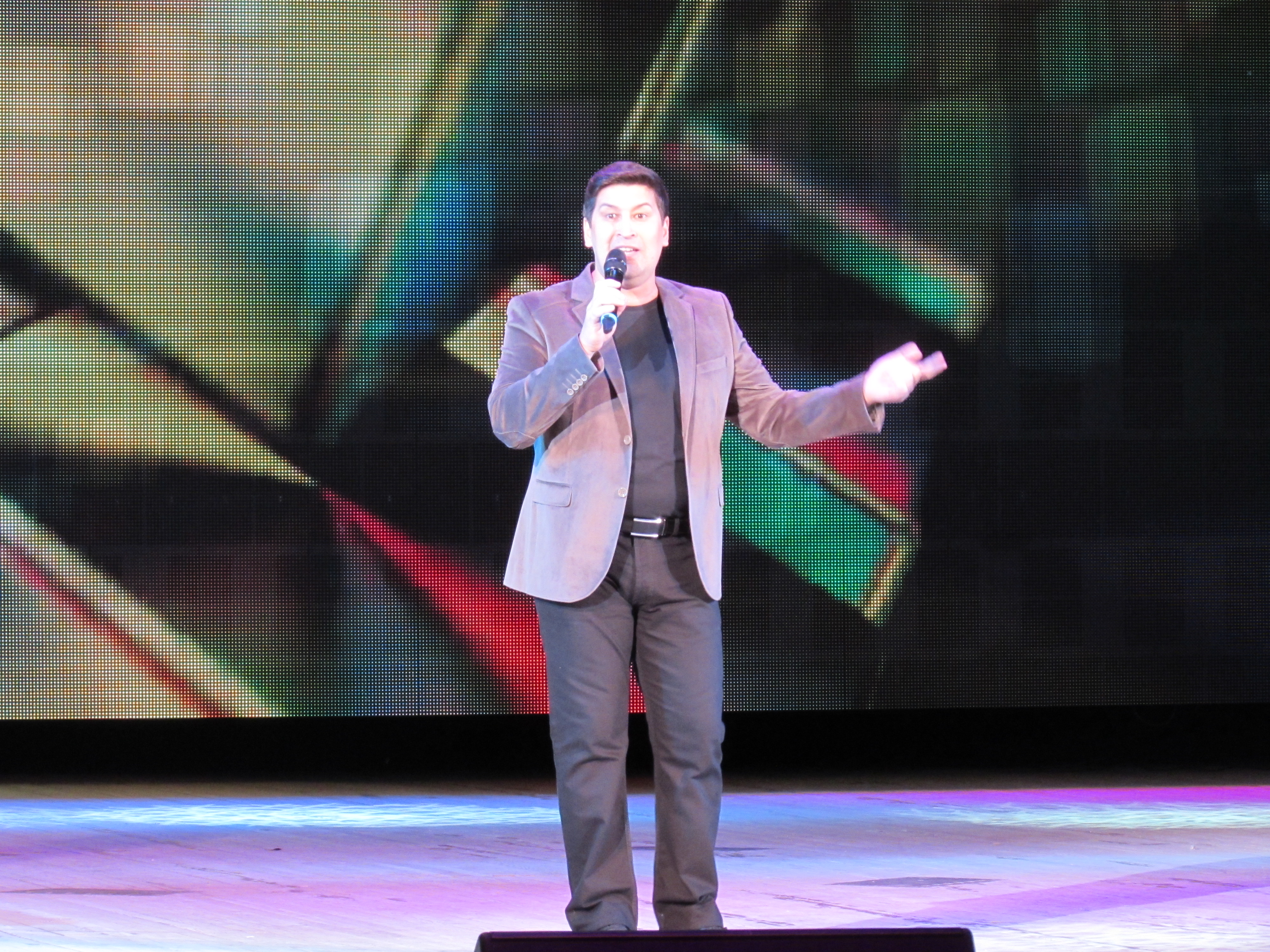
Рустам Гиззатуллин на VI фестивале-концерте исполнителей лучших песен года радиоканала «Юлдаш». Уфа, 6 февраля 2016 года

## Биография
Родился 16 сентября 1974 года в посёлке Шафраново Альшеевского района Республики Башкортостан. Обучался в Новосепяшевской школе (1—8 классы). Продолжил учёбу в башкирском лицее имени М.Бурангулова в селе Раевский. Окончил Уфимское училище искусств (спецкурс народного артиста России Олега Ханова подготовки артистов ТЮЗа) (1991—199
.Дочь Гульнар. Сын Айрат.

## Творческая деятельность
Популярный певец и композитор свою творческую деятельность начал в 1995 году в Театре Юного зрителя.
Широкая гастрольная деятельность началась в 2001 году с концертов в Уфе, городах Татарстана и Башкортостана, во многих регионах Российской Федерации. В этом же году на конкурсе «Йәшлек шоу» он становится «Певцом года». Эта номинация присуждалась Рустаму Гиззатуллину последующее 4 года подряд.
Также Гиззатуллин Р. Х. является бессменным ведущим фестиваля «Дуҫлыҡ Йыры», выпустил пять аудио-альбомов, многие годы был автором и ведущим радио программы Күстәнәс, ведущим программ «Бәйге» и «Туған моңдар» на БСТ.
Гиззатуллин Р. Х. является постоянным членом жюри Башкирской Открытой Лиги КВН.
Также Гиззатуллин Р. Х. является автором идеи и проекта «Буляк», прошедшего на площади имени Салавата Юлаева в г. Уфе, с участием в концерте воспитанников детских домов города.
Участие различного рода встречах и гастролях Гиззатуллина Р. Х. не остаётся не замеченным: гастроли с Альшеевским народным театром по Альшеевскому району; гастроли с ТЮЗ; гастроли с БГФ по РБ, гастроли по России и Ближнему Зарубежью с театром-студией «Айдар»; гастроли по республикам Башкортостан и Азербайджан, Челябинской, Оренбургской, Самарской областям с сольной программой, участие в туре «Перепись населения» 2002 г. (выборы президента В. В. Путина, выборы в Государственную Думу), гастроли и встречи с РЦНТ в Набережных Челнах и Екатеринбурге, участие на Сабантуе в Санкт-Петербурге в 2012, 2013 годах, а также участие на Сабантуе в Москве в 2013 году.

## Награды
Заслуженный артист Республики Башкортостан (2016 г.)
Народный артист Республики Башкортостан (2021).
Премия «Бумеранг» — (Республиканская независимая премия достижения в области шоу-бизнеса),
Номинация Национальный исполнитель (2002 г.), «Йыл йырсыһы» (Певец года), в конкурсе Йәшлек шоу (2005 г).
Благодарственное письмо Госкомитета РБ по молодёжной политике, диплом за активное участие в Республиканском молодёжном Фестивале «Дружба, единство, братство», посвящённому 450-летию добровольного присоединения Башкортостана к России (2006 г.), благодарность за оказанную помощь в организации и проведении тура республиканского молодёжного Фестиваля Йәшлек шоу-2005, благодарственное письмо Йәшлек шоу (2008 г.)
«За вклад в развитие башкирской музыки» Награждён Почётной грамотой Министерства культуры РБ (2014 г.)